# Convocazioni alla World League di pallavolo 2017
Elenco dei giocatori convocati per la World League 2017.

## Gruppo 1

### Argentina
| N° | Nome                | Ruolo | Data di nascita  | Squadra            |
| -- | ------------------- | ----- | ---------------- | ------------------ |
| -  | Julio Velasco       | All   | 9 febbraio 1952  | -                  |
| 1  | Alejandro Toro      | S     | 20 luglio 1989   | Gigantes del Sur   |
| 2  | Fabián Flores       | C     | 25 gennaio 1996  | UNTreF             |
| 3  | Germán Johansen     | S     | 2 settembre 1995 | UNTreF             |
| 4  | Maximiliano Cavanna | P     | 2 luglio 1988    | Lomas              |
| 5  | Ignacio Fernández   | L     | 7 giugno 1994    | Ciudad             |
| 6  | Cristian Poglajen   | S     | 14 luglio 1989   | Lomas              |
| 7  | Lisandro Zanotti    | S     | 4 ottobre 1990   | Lomas              |
| 8  | Demián González     | P     | 21 febbraio 1983 | Bolívar            |
| 9  | Gonzalo Quiroga     | S     | 25 febbraio 1993 | Obras Sanitarias   |
| 10 | Nicolás Bruno       | S     | 24 febbraio 1989 | Maaseik            |
| 11 | Sebastián Solé      | C     | 12 giugno 1991   | Trentino           |
| 13 | Santiago Darraidou  | O     | 24 novembre 1980 | Ciudad             |
| 14 | Pablo Crer          | C     | 12 giugno 1989   | Bolívar            |
| 15 | Luciano De Cecco    | P     | 2 giugno 1988    | Sir Safety Perugia |
| 16 | Alexis González     | L     | 21 luglio 1981   | Bolívar            |
| 17 | Facundo Imhoff      | C     | 25 gennaio 1989  | Lomas              |
| 18 | Martín Ramos        | C     | 26 agosto 1991   | UPCN               |

### Belgio
| N° | Nome                | Ruolo | Data di nascita  | Squadra             |
| -- | ------------------- | ----- | ---------------- | ------------------- |
| -  | Vital Heynen        | All   | 16 giugno 1969   | Friedrichshafen     |
| 1  | Bram Van den Dries  | O     | 14 agosto 1989   | Spacer's Toulouse   |
| 3  | Sam Deroo           | S     | 24 aprile 1992   | ZAKSA               |
| 6  | Lowie Stuer         | L     | 24 novembre 1995 | VDK Gent            |
| 7  | François Lecat      | S     | 19 aprile 1993   | BluVolley Verona    |
| 8  | Kévin Klinkenberg   | S     | 4 ottobre 1990   | Top Volley Latina   |
| 9  | Pieter Verhees      | C     | 8 dicembre 1989  | Milano              |
| 10 | Simon Van de Voorde | C     | 19 dicembre 1989 | Trentino            |
| 12 | Gert van Walle      | S     | 7 agosto 1987    | Katowice            |
| 14 | Jelle Ribbens       | L     | 17 marzo 1992    | Nice                |
| 15 | Stijn D'Hulst       | P     | 24 aprile 1991   | Roeselare           |
| 16 | Matthias Valkiers   | P     | 8 aprile 1990    | Zalău               |
| 17 | Tomas Rousseaux     | S     | 31 marzo 1994    | Friedrichshafen     |
| 19 | Wannes De Beul      | C     | 10 giugno 1991   | Aalst               |
| 20 | Arno van de Velde   | C     | 30 dicembre 1995 | Roeselare           |
| 21 | Jolan Cox           | S     | 12 luglio 1991   | Topvolley Antwerpen |

### Brasile
| N° | Nome                | Ruolo | Data di nascita   | Squadra  |
| -- | ------------------- | ----- | ----------------- | -------- |
| -  | Renan Dal Zotto     | All   | 19 luglio 1960    |          |
| 1  | Bruno de Rezende    | P     | 2 luglio 1986     | Sesi     |
| 3  | Éder Carbonera      | C     | 19 ottobre 1983   | Funvic   |
| 4  | Wallace de Souza    | O     | 26 giugno 1987    | Funvic   |
| 5  | Lucas Lóh           | S     | 18 gennaio 1991   | Funvic   |
| 6  | Tiago Brendle       | L     | 21 ottobre 1985   | BVC      |
| 7  | Murilo Radke        | P     | 31 gennaio 1989   | AEESB    |
| 8  | Thales Hoss         | L     | 25 aprile 1989    | APAV     |
| 9  | Raphael de Oliveira | P     | 14 giugno 1979    | Funvic   |
| 10 | Otávio Pinto        | C     | 27 febbraio 1991  | Funvic   |
| 11 | Rodrigo Leão        | S     | 5 giugno 1996     | Sada     |
| 12 | Luiz Fonteles       | S     | 19 giugno 1984    | Halkbank |
| 13 | Maurício de Souza   | C     | 29 settembre 1988 | BVC      |
| 14 | Douglas de Souza    | S     | 20 agosto 1995    | Sesi     |
| 16 | Lucas Saatkamp      | C     | 6 marzo 1986      | Sesi     |
| 17 | Evandro Guerra      | O     | 27 dicembre 1981  | Sada     |
| 18 | Ricardo Lucarelli   | S     | 14 febbraio 1992  | Funvic   |
| 19 | Maurício Silva      | S     | 4 febbraio 1989   | Arkas    |
| 20 | Renan Buiatti       | O     | 10 gennaio 1990   | Asepel   |

### Bulgaria
| N° | Nome                | Ruolo | Data di nascita   | Squadra               |
| -- | ------------------- | ----- | ----------------- | --------------------- |
| -  | Plamen Konstantinov | All   | 14 giugno 1973    | Lokomotiv Novosibirsk |
| 1  | Georgi Bratoev      | P     | 21 ottobre 1987   | Espadon Szczecin      |
| 3  | Martin Atanasov     | S     | 27 settembre 1996 | Tokat                 |
| 5  | Svetoslav Gocev     | C     | 31 agosto 1990    | Argos                 |
| 6  | Rozalin Penčev      | S     | 11 dicembre 1994  | Top Volley Latina     |
| 7  | Velizar Černokožev  | O     | 23 aprile 1995    | Sir Safety Perugia    |
| 8  | Todor Skrimov       | S     | 9 gennaio 1990    | Powervolley Milano    |
| 11 | Georgi Seganov      | P     | 10 giugno 1993    | Argos                 |
| 12 | Viktor Josifov      | C     | 16 ottobre 1985   | Piacenza              |
| 13 | Teodor Salparov     | L     | 16 agosto 1982    | Zenit-Kazan           |
| 14 | Teodor Todorov      | C     | 1º settembre 1989 | CSKA Sofia            |
| 16 | Vladislav Ivanov    | L     | 14 marzo 1987     | Levski Sofia          |
| 17 | Nikolaj Penčev      | S     | 22 maggio 1982    | Skra Bełchatów        |
| 18 | Nikolaj Nikolov     | C     | 29 luglio 1986    | Neftohimik            |
| 19 | Cvetan Sokolov      | O     | 31 dicembre 1989  | Lube                  |

### Canada
| N° | Nome                   | Ruolo | Data di nascita   | Squadra            |
| -- | ---------------------- | ----- | ----------------- | ------------------ |
| -  | Stéphane Antiga        | All   | 3 febbraio 1976   | -                  |
| 1  | Tyler Sanders          | P     | 14 dicembre 1991  | Arkas              |
| 2  | John Perrin            | S     | 17 agosto 1989    | Asseco Resovia     |
| 3  | Steven Marshall        | S     | 23 novembre 1989  | Charlottenburg     |
| 4  | Nicholas Hoag          | S     | 19 maggio 1992    | Powervolley Milano |
| 7  | Stephen Maar           | S     | 6 dicembre 1994   | Padova             |
| 9  | Jason DeRocco          | S     | 19 settembre 1989 | Jastrzębski Węgiel |
| 10 | Sharone Vernon-Evans   | O     | 28 agosto 1998    | Canada             |
| 11 | Daniel Jansen VanDoorn | C     | 21 marzo 1990     | Tours              |
| 12 | Lucas Van Berkel       | C     | 29 novembre 1991  | Amriswil           |
| 13 | Ryley Barnes           | S     | 11 ottobre 1993   | Tours              |
| 17 | Graham Vigrass         | C     | 17 giugno 1989    | Charlottenburg     |
| 18 | Bradley Gunter         | O     | 5 dicembre 1993   | Duo                |
| 19 | Blair Bann             | L     | 26 febbraio 1988  | Dürener            |
| 20 | Arthur Szwarc          | C     | 30 marzo 1995     | Canada             |
| 21 | Brett Walsh            | P     | 19 febbraio 1994  | Canada             |

### Francia
| N° | Nome                  | Ruolo | Data di nascita  | Squadra           |
| -- | --------------------- | ----- | ---------------- | ----------------- |
| -  | Laurent Tillie        | All   | 1º dicembre 1963 | RC Cannes         |
| 2  | Jenia Grebennikov     | L     | 13 agosto 1990   | Lube              |
| 4  | Jean Patry            | O     | 27 dicembre 1996 | Montpellier       |
| 5  | Trévor Clévenot       | S     | 28 giugno 1994   | Piacenza          |
| 6  | Benjamin Toniutti     | P     | 30 ottobre 1989  | ZAKSA             |
| 8  | Julien Lyneel         | S     | 15 aprile 1990   | Porto Robur Costa |
| 9  | Earvin N'Gapeth       | S     | 12 febbraio 1991 | Modena            |
| 10 | Kévin Le Roux         | C/O   | 11 maggio 1989   | Modena            |
| 11 | Antoine Brizard       | P     | 11 maggio 1994   | Spacer's Toulouse |
| 12 | Stéphen Boyer         | O     | 10 aprile 1986   | Chaumont          |
| 14 | Nicolas Le Goff       | C     | 15 febbraio 1992 | İstanbul BB       |
| 16 | Daryl Bultor          | C     | 17 novembre 1995 | Montpellier       |
| 17 | Guillaume Quesque     | S     | 29 aprile 1989   | Fenerbahçe        |
| 18 | Thibault Rossard      | S     | 28 agosto 1993   | Asseco Resovia    |
| 20 | Nicolas Rossard       | L     | 23 maggio 1990   | Spacer's Toulouse |
| 21 | Barthélémy Chinenyeze | C     | 28 febbraio 1998 | Spacer's Toulouse |

### Iran
| N° | Nome                  | Ruolo | Data di nascita   | Squadra           |
| -- | --------------------- | ----- | ----------------- | ----------------- |
| -  | Igor Kolaković        | All   | 4 giugno 1964     | -                 |
| 1  | Farhad Salafzoon      | P     | 6 dicembre 1992   | Matin Varamin     |
| 2  | Milad Ebadipour       | S     | 17 ottobre 1993   | Sarmayeh Bank     |
| 3  | Saman Faezi           | C     | 23 agosto 1991    | Paykan            |
| 4  | Saeid Marouf          | P     | 20 ottobre 1985   | Paykan            |
| 5  | Farhad Ghaemi         | S     | 28 agosto 1989    | Sarmayeh Bank     |
| 6  | Mohammad Mousavi      | C     | 22 agosto 1987    | Sarmayeh Bank     |
| 8  | Mostafa Heydari       | L     | 14 dicembre 1991  | Saipa             |
| 9  | Adel Gholami          | P     | 9 febbraio 1986   | Sarmayeh Bank     |
| 10 | Amir Ghafour          | O     | 6 giugno 1991     | Paykan            |
| 11 | Farhad Nazari         | S     | 22 maggio 1984    | Paykan            |
| 12 | Mojtaba Mirzajanpour  | S     | 7 ottobre 1991    | Urmia             |
| 14 | Mohammad Manavinezhad | S     | 27 novembre 1995  | Paykan            |
| 16 | Ali Shafiei           | C     | 21 settembre 1991 | Sarmayeh Bank     |
| 17 | Reza Ghara            | O     | 31 luglio 1991    | Kalleh Mazandaran |
| 19 | Mahdi Marandi         | L     | 12 maggio 1986    | Paykan            |
| 20 | Salim Cheperli        | S     | 19 dicembre 1996  | Paykan            |

### Italia
| N° | Nome                 | Ruolo | Data di nascita   | Squadra            |
| -- | -------------------- | ----- | ----------------- | ------------------ |
| -  | Gianlorenzo Blengini | All   | 29 dicembre 1971  | Lube               |
| 1  | Davide Candellaro    | C     | 7 giugno 1989     | Lube               |
| 2  | Luigi Randazzo       | S     | 30 aprile 1994    | BluVolley Verona   |
| 3  | Nicola Pesaresi      | L     | 11 febbraio 1991  | Lube               |
| 4  | Luca Vettori         | O     | 26 aprile 1991    | Modena             |
| 5  | Luca Spirito         | P     | 30 ottobre 1993   | Porto Robur Costa  |
| 6  | Simone Giannelli     | P     | 9 agosto 1996     | Trentino           |
| 7  | Fabio Balaso         | L     | 20 ottobre 1995   | Padova             |
| 10 | Filippo Lanza        | S     | 3 marzo 1991      | Trentino           |
| 11 | Simone Buti          | C     | 19 settembre 1983 | Sir Safety Perugia |
| 13 | Massimo Colaci       | L     | 21 febbraio 1985  | Trentino           |
| 14 | Matteo Piano         | C     | 24 ottobre 1990   | Modena             |
| 16 | Oleg Antonov         | S/O   | 28 luglio 1988    | Trentino           |
| 17 | Iacopo Botto         | S     | 22 settembre 1987 | Milano             |
| 18 | Giulio Sabbi         | O     | 10 agosto 1989    | Molfetta           |
| 19 | Fabio Ricci          | C     | 11 luglio 1994    | Porto Robur Costa  |
| 21 | Riccardo Sbertoli    | P     | 23 maggio 1998    | Powervolley Milano |

### Polonia
| N° | Nome                 | Ruolo | Data di nascita  | Squadra            |
| -- | -------------------- | ----- | ---------------- | ------------------ |
| -  | Ferdinando De Giorgi | All   | 10 ottobre 1961  | ZAKSA              |
| 2  | Maciej Muzaj         | O     | 21 maggio 1994   | Jastrzębski Węgiel |
| 3  | Dawid Konarski       | O     | 31 agosto 1989   | ZAKSA              |
| 5  | Łukasz Kaczmarek     | S     | 29 giugno 1994   | Cuprum Lubin       |
| 6  | Bartosz Kurek        | S     | 29 agosto 1988   | Skra Bełchatów     |
| 7  | Karol Kłos           | C     | 8 agosto 1989    | Skra Bełchatów     |
| 9  | Bartłomiej Lemański  | C     | 19 marzo 1996    | Asseco Resovia     |
| 10 | Damian Wojtaszek     | L     | 7 settembre 1988 | Asseco Resovia     |
| 11 | Fabian Drzyzga       | P     | 3 gennaio 1990   | Asseco Resovia     |
| 12 | Grzegorz Łomacz      | P     | 1º ottobre 1987  | Cuprum Lubin       |
| 13 | Michał Kubiak        | S     | 23 febbraio 1988 | Panasonic Panthers |
| 14 | Aleksander Śliwka    | S     | 24 maggio 1995   | AZS Olsztyn        |
| 15 | Jakub Kochanowski    | C     | 17 luglio 1997   | AZS Olsztyn        |
| 17 | Paweł Zatorski       | L     | 21 giugno 1990   | ZAKSA              |
| 21 | Rafał Buszek         | S     | 28 aprile 1987   | ZAKSA              |
| 23 | Mateusz Bieniek      | C     | 5 aprile 1994    | ZAKSA              |
| 25 | Artur Szalpuk        | S     | 20 marzo 1995    | Skra Bełchatów     |

### Russia
| N° | Nome               | Ruolo | Data di nascita   | Squadra               |
| -- | ------------------ | ----- | ----------------- | --------------------- |
| -  | Sergej Šlyapnikov  | All   | 7 maggio 1961     | -                     |
| 1  | Sergej Antipkin    | P     | 28 marzo 1986     | Dinamo Mosca          |
| 2  | Il'ja Vlasov       | C     | 3 agosto 1995     | Fakel                 |
| 3  | Dimitrij Kovalev   | P     | 15 marzo 1991     | Ural                  |
| 4  | Pavel Pankov       | P     | 14 agosto 1995    | Dinamo Mosca          |
| 5  | Roman Martynjuk    | L     | 13 aprile 1987    | Belogor'e             |
| 7  | Dmitrij Volkov     | S     | 25 maggio 1995    | Fakel                 |
| 8  | Denis Birjukov     | S     | 8 dicembre 1988   | Dinamo Mosca          |
| 9  | Aleksandr Čefranov | S     | 14 gennaio 1987   | Gazprom-Jugra         |
| 10 | Egor Feoktistov    | S     | 22 giugno 1993    | Ural                  |
| 11 | Vadim Lichošerstov | C     | 23 gennaio 1989   | Fakel                 |
| 14 | Dmitrij Ščerbinin  | C     | 10 settembre 1989 | Dinamo Mosca          |
| 16 | Aleksandr Kimerov  | C     | 11 settembre 1996 | Dinamo Mosca          |
| 18 | Maksim Žigalov     | O     | 26 luglio 1989    | Belogor'e             |
| 19 | Egor Kljuka        | S     | 15 giugno 1995    | Fakel                 |
| 20 | Il'jas Kurkaev     | C     | 18 gennaio 1994   | Lokomotiv Novosibirsk |
| 21 | Artëm Zelenkov     | L     | 6 agosto 1987     | Dinamo-LO             |

### Serbia
| N° | Nome                    | Ruolo | Data di nascita   | Squadra              |
| -- | ----------------------- | ----- | ----------------- | -------------------- |
| -  | Nikola Grbić            | All   | 6 settembre 1963  | BluVolley Verona     |
| 1  | Aleksandar Okolić       | C     | 26 giugno 1993    | Charlottenburg       |
| 2  | Uroš Kovačević          | S     | 6 maggio 1993     | BluVolley Verona     |
| 3  | Milan Katić             | S     | 22 ottobre 1993   | Łuczniczka Bydgoszcz |
| 4  | Nemanja Petrić          | S     | 28 luglio 1987    | Modena               |
| 6  | Goran Škundrić          | L     | 23 novembre 1987  | Petrolul Ploieşti    |
| 8  | Marko Ivović            | S     | 22 dicembre 1990  | Asseco Resovia       |
| 9  | Nikola Jovović          | P     | 13 febbraio 1992  | Milano               |
| 10 | Miran Kujundžić         | S     | 10 giugno 1997    | Vojvodina            |
| 11 | Maksim Buculjević       | P     | 20 settembre 1991 | ACH Volley           |
| 12 | Aleksandar Blagojević   | O     | 5 agosto 1993     | Stella Rossa         |
| 14 | Aleksandar Atanasijević | O     | 4 settembre 1991  | Sir Safety Perugia   |
| 16 | Dražen Luburić          | O     | 2 novembre 1993   | JT Thunders          |
| 17 | Neven Majstorović       | S     | 17 marzo 1989     | Rennes               |
| 18 | Marko Podraščanin       | C     | 29 agosto 1987    | Sir Safety Perugia   |
| 20 | Srećko Lisinac          | C     | 17 maggio 1992    | Skra Bełchatów       |
| 21 | Petar Krsmanović        | C     | 1 giugno 1990     | Gazprom-Jugra        |

### Stati Uniti
| N° | Nome               | Ruolo | Data di nascita   | Squadra               |
| -- | ------------------ | ----- | ----------------- | --------------------- |
| -  | John Speraw        | All   | 18 ottobre 1971   | -                     |
| 1  | Thomas Carmody     | C     | 24 novembre 1992  | Vammalan              |
| 3  | Taylor Sander      | S     | 17 marzo 1992     | Beijing               |
| 4  | Jeffrey Jendryk    | C     | 15 settembre 1995 | Loyola Chicago        |
| 7  | Kawika Shoji       | P     | 11 novembre 1987  | Lokomotiv Novosibirsk |
| 9  | Jake Langlois      | S     | 14 maggio 1992    | Brigham Young         |
| 10 | Thomas Jaeschke    | S     | 4 settembre 1993  | Asseco Resovia        |
| 11 | Micah Christenson  | P     | 8 maggio 1993     | Lube                  |
| 13 | Daniel McDonnell   | C     | 15 settembre 1988 | Chaumont              |
| 14 | Benjamin Patch     | O     | 21 giugno 1994    | Brigham Young         |
| 15 | Carson Clark       | O     | 20 gennaio 1989   | Stati Uniti           |
| 17 | Torey DeFalco      | S     | 10 aprile 1997    | CSU Long Beach        |
| 18 | Garrett Muagututia | S     | 26 febbraio 1988  | Tianjin               |
| 19 | Taylor Averill     | C     | 5 marzo 1992      | Padova                |
| 20 | David Smith        | C     | 15 maggio 1985    | Czarni Radom          |
| 21 | Dustin Watten      | L     | 27 ottobre 1986   | Czarni Radom          |
| 22 | Erik Shoji         | L     | 24 agosto 1989    | Lokomotiv Novosibirsk |

## Gruppo 2

### Australia
| N° | Nome             | Ruolo | Data di nascita   | Squadra           |
| -- | ---------------- | ----- | ----------------- | ----------------- |
| -  | Mark Lebedew     | All   | 6 maggio 1967     | -                 |
| 1  | Beau Graham      | C     | 17 aprile 1994    | Pamvochaïkos      |
| 2  | Arshdeep Dosanjh | C     | 30 luglio 1996    | Perungan Pojat    |
| 3  | Nathan Roberts   | S     | 17 febbraio 1986  | Będzin            |
| 4  | Paul Sanderson   | S     | 7 gennaio 1986    | Jakarta Pertamina |
| 5  | Travis Passier   | C     | 26 aprile 1989    | -                 |
| 7  | Harrison Peacock | P     | 31 gennaio 1991   | Hurrikaani-Loimaa |
| 8  | Trent O'Dea      | C     | 11 maggio 1994    | Örkelljunga       |
| 10 | Jordan Richards  | S     | 25 settembre 1993 | Libertas Brianza  |
| 11 | Luke Perry       | L     | 20 novembre 1995  | Charlottenburg    |
| 13 | Samuel Walker    | S     | 19 febbraio 1995  | Aalst             |
| 14 | Simon Hone       | C     | 24 aprile 1993    | Vingåkers         |
| 15 | Luke Smith       | S     | 3 agosto 1990     | Hurrikaani-Loimaa |
| 17 | Paul Carroll     | O     | 16 maggio 1986    | Charlottenburg    |
| 18 | Lincoln Williams | O     | 6 ottobre 1993    | Audentese         |
| 19 | Carsten Moeller  | P     | 12 giugno 1991    | Södertelge        |

### Cina
| N° | Nome           | Ruolo | Data di nascita   | Squadra  |
| -- | -------------- | ----- | ----------------- | -------- |
| -  | Raúl Lozano    | All   | 3 settembre 1956  | -        |
| 1  | Li Rui         | C     | 15 marzo 1990     | Henan    |
| 2  | Jiang Chuan    | O     | 9 agosto 1994     | Beijing  |
| 3  | Mao Tianyi     | P     | 2 giugno 1993     | Bayi     |
| 5  | Zhang Binglong | S     | 11 settembre 1994 | Beijing  |
| 6  | Li Runming     | P     | 1º marzo 1990     | Shandong |
| 7  | Zhong Weijun   | S     | 20 aprile 1989    | Bayi     |
| 8  | Han Tianyi     | S     | 26 ottobre 1995   | Shanghai |
| 9  | Zhan Guojun    | P     | 16 dicembre 1988  | Shanghai |
| 10 | Ji Daoshuai    | S     | 7 febbraio 1992   | Shandong |
| 13 | Chen Longhai   | C     | 29 marzo 1991     | Shanghai |
| 14 | Ke Junhuang    | L     | 28 giugno 1994    | Fujian   |
| 15 | Tang Chuanhang | O     | 4 ottobre 1995    | Bayi     |
| 16 | Tong Jiahua    | L     | 13 dicembre 1992  | Shanghai |
| 17 | Liu Libin      | O     | 16 febbraio 1995  | Beijing  |
| 20 | Rao Shuhan     | C     | 23 dicembre 1996  | Fujian   |

### Corea del Sud
| N° | Nome            | Ruolo | Data di nascita  | Squadra            |
| -- | --------------- | ----- | ---------------- | ------------------ |
| -  | Kim Ho-chul     | All   | 13 novembre 1955 | -                  |
| 2  | Park Joo-hyeong | S     | 5 agosto 1987    | Hyundai Skywalkers |
| 3  | No Jae-wook     | P     | 10 luglio 1992   | Hyundai Skywalkers |
| 5  | Bu Yong-chan    | L     | 30 novembre 1989 | KB Stars           |
| 6  | Lee Min-gyu     | P     | 3 dicembre 1992  | OK Rush & Cash     |
| 7  | Lee Kang-won    | C     | 5 maggio 1990    | KB Stars           |
| 8  | Yoo Yoon-sik    | S     | 2 febbraio 1989  | Samsung Bluefangs  |
| 9  | Lee Sun-kyu     | C     | 14 marzo 1981    | KB Stars           |
| 11 | Choi Hong-suk   | S     | 26 giugno 1988   | Woori Card Wibee   |
| 13 | Oh Jae-seong    | L     | 2 aprile 1992    | KEPCO Vixtorm      |
| 14 | Song Hui-chae   | S     | 29 aprile 1992   | OK Rush & Cash     |
| 15 | Lee Si-woo      | S     | 7 aprile 1994    | Hyundai Skywalkers |
| 17 | Park Sang-ha    | C     | 4 aprile 1986    | Woori Card Wibee   |
| 18 | Shin Yung-suk   | C     | 4 ottobre 1986   | Hyundai Skywalkers |
| 20 | Jung Ji-seok    | S     | 10 marzo 1995    | Korean Air Jumbos  |
| 21 | Hwang Taek-eui  | P     | 12 novembre 1996 | KB Stars           |

### Egitto
| N° | Nome                | Ruolo | Data di nascita  | Squadra    |
| -- | ------------------- | ----- | ---------------- | ---------- |
| -  | Ibrahim Fakhreldin  | All   | -                | -          |
| 1  | Ahmed El Sayed      | P     | 14 gennaio 1991  | El Gaish   |
| 3  | Abd Elhalim         | C     | 3 giugno 1989    | Al-Ahly    |
| 4  | Ahmed Abdelhay      | O     | 19 agosto 1984   | El Gaish   |
| 6  | Mamdouh Abdelrehim  | C     | 5 agosto 1989    | El Gaish   |
| 7  | Hisham Ewais        | O     | 25 febbraio 1995 | Al Tayaran |
| 8  | Marawan Abdelbaky   | S     | 15 febbraio 1992 | Smouha     |
| 10 | Mohamed Masoud      | C     | 1º maggio 1994   | Al-Ahly    |
| 12 | Hossam Abdalla      | P     | 16 febbraio 1988 | Al-Ahly    |
| 14 | Omar Hassan         | S     | 4 aprile 1991    | El Gaish   |
| 17 | Ahmed Bekhet        | S     | 15 ottobre 1995  | Gezira     |
| 19 | Mostafa Abdelrahman | S     | 25 gennaio 1994  | Zamalek    |
| 20 | Ahmed Shafik        | S     | 7 dicembre 1994  | Al-Ahly    |
| 21 | Sherif Aly          | L     | 24 aprile 1994   | Al-Ahly    |
| 22 | Ahmed Abdelaal      | L     | 8 giugno 1989    | El Gaish   |
| 23 | Abdelrahman Seoudy  | C     | 21 agosto 1997   | Al-Ahly    |

### Finlandia
| N° | Nome             | Ruolo | Data di nascita   | Squadra             |
| -- | ---------------- | ----- | ----------------- | ------------------- |
| -  | Tuomas Sammelvuo | All   | 16 febbraio 1976  | -                   |
| 1  | Niko Haapakoski  | P     | 1º maggio 1996    | ETTA                |
| 2  | Eemi Tervaportti | P     | 26 luglio 1989    | Stade Poitevin      |
| 4  | Lauri Kerminen   | L     | 18 gennaio 1993   | Kuzbass             |
| 5  | Antti Siltala    | S     | 14 marzo 1984     | Maliye Piyango      |
| 7  | Eemeli Kouki     | S     | 26 ottobre 1991   | Hurrikaani-Loimaa   |
| 8  | Elviss Krastins  | S     | 15 settembre 1994 | Topvolley Antwerpen |
| 9  | Tommi Siirilä    | C     | 5 agosto 1993     | Gazélec Ajaccio     |
| 10 | Urpo Sivula      | S/O   | 15 marzo 1988     | Vammalan            |
| 11 | Sauli Sinkkonen  | C     | 14 settembre 1989 | Topvolley Antwerpen |
| 12 | Jan Helenius     | S     | 13 ottobre 1996   | Rantaperkiön Isku   |
| 13 | Antti Ropponen   | O     | 17 agosto 1995    | Kokkolan Tiikerit   |
| 15 | Henrik Porkka    | C     | 14 gennaio 1998   | LEKA                |
| 18 | Miki Jauhiainen  | C     | 8 luglio 1997     | Brigham Young       |
| 19 | Eetu Pennanen    | S     | 18 settembre 1992 | ETTA                |

### Giappone
| N° | Nome              | Ruolo | Data di nascita  | Squadra            |
| -- | ----------------- | ----- | ---------------- | ------------------ |
| -  | Yuichi Nakagaichi | All   | 2 novembre 1967  | -                  |
| 2  | Hideomi Fukatsu   | P     | 1º giugno 1990   | Panasonic Panthers |
| 6  | Akihiro Yamauchi  | C     | 30 novembre 1993 | Panasonic Panthers |
| 7  | Takashi Dekita    | C     | 13 agosto 1991   | Sakai Blazers      |
| 8  | Masahiro Yanagida | S     | 6 luglio 1992    | Bühl               |
| 9  | Masashi Kuriyama  | S     | 14 luglio 1988   | Suntory Sunbirds   |
| 10 | Shūzō Yamada      | S     | 27 novembre 1992 | Toyoda Trefuerza   |
| 14 | Yūki Ishikawa     | S     | 11 dicembre 1995 | Top Volley Latina  |
| 15 | Haku Ri           | C     | 27 dicembre 1990 | Toray Arrows       |
| 18 | Yūji Suzuki       | C     | 7 giugno 1986    | Toray Arrows       |
| 19 | Hiroaki Asano     | L     | 4 ottobre 1989   | Toyoda Trefuerza   |
| 21 | Naonobu Fujii     | P     | 5 gennaio 1992   | Toray Arrows       |
| 22 | Satoshi Ide       | L     | 16 gennaio 1992  | Toray Arrows       |
| 25 | Taishi Onodera    | C     | 27 febbraio 1996 | Tōkai Daigaku      |
| 26 | Issei Ōtake       | O     | 3 dicembre 1995  | Chūō Daigaku       |

### Paesi Bassi
| N° | Nome              | Ruolo | Data di nascita   | Squadra           |
| -- | ----------------- | ----- | ----------------- | ----------------- |
| -  | Gido Vermeulen    | All   | 7 ottobre 1964    | -                 |
| 1  | Daan Van Haarlem  | P     | 15 marzo 1989     | Kladno            |
| 2  | Wessel Keemink    | P     | 29 maggio 1993    | Dynamo Apeldoorn  |
| 3  | Dirk Sparidans    | L     | 5 marzo 1989      | Kladno            |
| 4  | Thijs ter Horst   | S/O   | 18 settembre 1991 | Samsung Bluefangs |
| 5  | Auke van de Kamp  | S     | 31 luglio 1995    | Lycurgus          |
| 6  | Jasper Diefenbach | C     | 17 marzo 1988     | Nantes            |
| 7  | Gijs Jorna        | L     | 30 maggio 1989    | Chaumont          |
| 8  | Fabian Plak       | C     | 23 luglio 1997    | Talent Team       |
| 10 | Jeroen Rauwerdink | S     | 13 settembre 1985 | Ziraat Bankası    |
| 11 | Robin Overbeeke   | S     | 21 marzo 1989     | Nantes            |
| 14 | Nimir Abdel-Aziz  | O     | 5 febbraio 1992   | Stade Poitevin    |
| 15 | Thomas Koelewijn  | C     | 18 dicembre 1988  | Montpellier       |
| 16 | Wouter ter Maat   | S/O   | 7 maggio 1991     | Charlottenburg    |
| 17 | Michaël Parkinson | C     | 23 novembre 1991  | Aalst             |
| 18 | Robbert Andringa  | S     | 28 aprile 1990    | Stade Poitevin    |
| 19 | Just Dronkers     | L     | 7 giugno 1993     | Lycurgus          |

### Portogallo
| N° | Nome               | Ruolo | Data di nascita   | Squadra               |
| -- | ------------------ | ----- | ----------------- | --------------------- |
| -  | Hugo Silva         | All   | -                 | -                     |
| 1  | Marcel Keller      | C     | 8 maggio 1990     | Universitatea Craiova |
| 2  | Afonso Guerreiro   | S     | 28 dicembre 1994  | Fonte do Bastardo     |
| 4  | Filip Cvetičanin   | C     | 19 giugno 1996    | Castêlo da Maia       |
| 5  | Marco Ferreira     | O     | 4 ottobre 1987    | Espinho               |
| 6  | Alexandre Ferreira | S     | 13 novembre 1991  | BluVolley Verona      |
| 7  | Ivo Casas          | L     | 21 settembre 1992 | Benfica               |
| 8  | Tiago Violas       | P     | 27 marzo 1989     | Benfica               |
| 9  | João Simões        | S     | 11 giugno 1986    | Espinho               |
| 10 | Phelipe Martins    | C     | 2 marzo 1991      | Espinho               |
| 11 | João Oliveira      | S     | 31 luglio 1995    | Benfica               |
| 12 | Lourenço Martins   | S     | 30 aprile 1997    | Castêlo da Maia       |
| 13 | Valdir Sequeira    | O     | 21 novembre 1981  | Prievidza             |
| 15 | Miguel Tavares     | P     | 2 marzo 1993      | Tourcoing             |

### Rep. Ceca
| N° | Nome                 | Ruolo | Data di nascita   | Squadra          |
| -- | -------------------- | ----- | ----------------- | ---------------- |
| -  | Miguel Ángel Falasca | All   | 29 aprile 1973    | Milano           |
| 2  | Jan Hadrava          | O     | 3 giugno 1991     | AZS Olsztyn      |
| 3  | Marek Beer           | C     | 24 maggio 1988    | Tirol            |
| 4  | Donovan Džavoronok   | S     | 27 marzo 1997     | Milano           |
| 5  | Petr Šulista         | S     | 29 aprile 1993    | Ostrava          |
| 6  | Michal Finger        | O     | 2 settembre 1993  | Friedrichshafen  |
| 7  | Aleš Holubec         | C     | 13 marzo 1984     | Nantes           |
| 8  | Filip Habr           | P     | 27 aprile 1988    | České Budějovice |
| 9  | Marek Zmrhal         | S     | 10 agosto 1993    | Karlovarsko      |
| 12 | Daniel Pfeffer       | L     | 27 aprile 1990    | Karlovarsko      |
| 13 | Jan Galabov          | S     | 12 giugno 1996    | Dukla Liberec    |
| 14 | Adam Bartoš          | S     | 27 aprile 1992    | Bielsko-Bialskie |
| 15 | Vladimir Sobotka     | C     | 7 maggio 1985     | České Budějovice |
| 16 | Radek Mach           | C     | 28 settembre 1984 | České Budějovice |
| 17 | Adam Zajíček         | S     | 25 febbraio 1993  | Kladno           |
| 18 | Jakub Janouch        | P     | 13 giugno 1990    | Dukla Liberec    |
| 19 | Petr Michálek        | S     | 16 agosto 1989    | České Budějovice |

### Slovacchia
| N° | Nome               | Ruolo | Data di nascita   | Squadra        |
| -- | ------------------ | ----- | ----------------- | -------------- |
| -  | Andrej Kravárik    | All   | 28 luglio 1971    | -              |
| 1  | Milan Bencz        | O     | 5 settembre 1987  | Narbonne       |
| 2  | Marcel Lux         | S     | 19 dicembre 1988  | Dukla Liberec  |
| 3  | Emanuel Kohút      | C     | 21 luglio 1982    | Czarni Radom   |
| 4  | Peter Ondrovič     | C     | 28 marzo 1995     | Herrsching     |
| 5  | Matej Kubš         | L     | 26 maggio 1988    | Nitra          |
| 6  | Filip Palgut       | P     | 23 settembre 1991 | Příbram        |
| 9  | Peter Mlynarčík    | O     | 29 novembre 1991  | Aich/Dob       |
| 10 | Marcel Lux         | S     | 27 luglio 1994    | Prešov         |
| 11 | Martin Turis       | L     | 27 agosto 1993    | Odolena Voda   |
| 12 | Matej Pátak        | S     | 8 giugno 1990     | Chaumont       |
| 13 | Štefan Chrtianský  | S     | 17 agosto 1989    | Tirol          |
| 14 | Ján Tarabus        | C     | 27 agosto 1995    | Spartak Myjava |
| 15 | Juraj Zaťko        | P     | 5 giugno 1987     | Nitra          |
| 16 | Radoslav Prešinský | C     | 14 gennaio 1989   | Karlovarsko    |
| 17 | František Ogurčák  | S     | 24 aprile 1984    | -              |
| 19 | Filip Gavenda      | O     | 13 gennaio 1996   | Netzhoppers    |

### Slovenia
| N° | Nome             | Ruolo | Data di nascita   | Squadra           |
| -- | ---------------- | ----- | ----------------- | ----------------- |
| -  | Slobodan Kovač   | All   | 13 settembre 1967 | Halkbank          |
| 1  | Tonček Štern     | O     | 14 novembre 1995  | BluVolley Verona  |
| 2  | Alen Pajenk      | C     | 23 aprile 1986    | Fenerbahçe        |
| 4  | Jan Kozamernik   | C     | 24 dicembre 1995  | ACH Volley        |
| 5  | Alen Šket        | S/O   | 28 marzo 1988     | Fenerbahçe        |
| 6  | Mitja Gasparini  | O     | 26 giugno 1984    | Korean Air Jumbos |
| 7  | Matej Kök        | S     | 12 novembre 1996  | Triglav Kranj     |
| 9  | Dejan Vinčić     | P     | 15 settembre 1986 | Czarni Radom      |
| 10 | Sašo Štalekar    | C     | 3 maggio 1996     | Kamnik            |
| 11 | Danijel Koncilja | C     | 4 settembre 1990  | Padova            |
| 13 | Jani Kovačič     | L     | 14 giugno 1992    | ACH Volley        |
| 14 | Urban Toman      | L     | 21 novembre 1997  | Triglav Kranj     |
| 16 | Gregor Ropret    | P     | 1º marzo 1989     | Afyon             |
| 17 | Tine Urnaut      | S     | 3 settembre 1988  | Trentino          |
| 18 | Klemen Čebulj    | S     | 21 febbraio 1992  | Lube              |

### Turchia
| N° | Nome             | Ruolo | Data di nascita   | Squadra        |
| -- | ---------------- | ----- | ----------------- | -------------- |
| -  | Joško Milenkoski | All   | 11 settembre 1970 | -              |
| 1  | Emre Batur       | C     | 21 aprile 1988    | Halkbank       |
| 2  | Caner Pekşen     | P     | 9 giugno 1987     | İstanbul BB    |
| 4  | Burak Güngör     | S     | 28 luglio 1993    | Ziraat Bankası |
| 5  | Hasan Yeşilbudak | L     | 11 gennaio 1984   | Halkbank       |
| 6  | Yasin Aydın      | S     | 11 luglio 1995    | Galatasaray    |
| 7  | Gökhan Gökgöz    | S     | 6 gennaio 1993    | Arkas          |
| 8  | Burutay Subaşı   | S/O   | 15 luglio 1990    | Halkbank       |
| 9  | Serhat Coşkun    | S/O   | 18 luglio 1987    | Afyon          |
| 10 | Arslan Ekşi      | P     | 17 luglio 1985    | İstanbul BB    |
| 11 | Marko Matić      | C     | 22 maggio 1985    | İstanbul BB    |
| 15 | Metin Toy        | O     | 3 maggio 1994     | Fenerbahçe     |
| 16 | Murat Yenipazar  | P     | 1º gennaio 1993   | Tirol          |
| 17 | Caner Dengin     | L     | 15 dicembre 1987  | Halkbank       |
| 18 | İzzet Ünver      | S     | 1º gennaio 1992   | Maliye Piyango |
| 20 | Mustafa Koç      | C     | 23 febbraio 1992  | Arkas          |
| 21 | Sercan Bıdak     | C     | 6 giugno 1994     | Maliye Piyango |

## Gruppo 3

### Austria
| N° | Nome                   | Ruolo | Data di nascita   | Squadra            |
| -- | ---------------------- | ----- | ----------------- | ------------------ |
| -  | Michael Warm           | All   | 25 marzo 1968     | -                  |
| 1  | Philipp Kroiss         | L     | 2 marzo 1988      | Aalst              |
| 3  | Peter Wohlfahrtstätter | C     | 10 marzo 1989     | Effector Kielce    |
| 5  | Thomas Tröthann        | S     | 4 maggio 1992     | Amstetten          |
| 6  | Anton Menner           | S     | 25 luglio 1994    | Aich/Dob           |
| 7  | Lorenz Koraimann       | S     | 7 maggio 1993     | Graz               |
| 8  | Alexander Tusch        | P     | 19 novembre 1992  | Tirol              |
| 9  | Thomas Zass            | O     | 27 settembre 1989 | Cannes             |
| 12 | Alexander Berger       | S     | 27 settembre 1988 | Sir Safety Perugia |
| 13 | Maximilian Thaller     | P     | 13 dicembre 1993  | Aich/Dob           |
| 14 | Florian Ringseis       | L     | 9 luglio 1992     | Rüsselsheim        |
| 15 | Nicolai Grabmüller     | C     | 18 aprile 1996    | Herrsching         |
| 16 | Mathäus Jurkovics      | C     | 27 aprile 1998    | Amstetten          |
| 18 | Paul Buchegger         | O     | 4 marzo 1996      | Impavida Ortona    |
| 19 | Fabian Schmiedbauer    | C     | 22 aprile 1998    | PSV Salzburg       |
| 20 | David Michel           | S     | 27 ottobre 1996   | Ślepsk Suwałki     |

### Estonia
| N° | Nome           | Ruolo | Data di nascita   | Squadra             |
| -- | -------------- | ----- | ----------------- | ------------------- |
| -  | Gheorghe Crețu | All   | 8 agosto 1968     | -                   |
| 1  | Henri Treial   | C     | 28 maggio 1992    | Karlovarsko         |
| 4  | Ardo Kreek     | C     | 7 agosto 1986     | Paris               |
| 5  | Kert Toobal    | P     | 3 giugno 1979     | Rennes              |
| 7  | Renee Teppan   | O     | 26 settembre 1993 | Tirol               |
| 8  | Karli Allik    | S     | 25 settembre 1996 | Audentese           |
| 9  | Robert Täht    | S     | 15 agosto 1993    | Cuprum Lubin        |
| 10 | Denis Losnikov | L     | 25 febbraio 1994  | Audentese           |
| 11 | Oliver Venno   | O     | 23 maggio 1990    | Maliye Piyango      |
| 12 | Kristo Kollo   | S     | 17 gennaio 1990   | Schönenwerd         |
| 13 | Andres Toobal  | P     | 27 agosto 1988    | Topvolley Antwerpen |
| 14 | Rait Rikberg   | L     | 30 agosto 1982    | Duo                 |
| 15 | Andrus Raadik  | S     | 19 ottobre 1986   | Pielaveden Sampo    |
| 17 | Timo Tammemaa  | C     | 18 novembre 1991  | Spacer's Toulouse   |
| 18 | Rauno Tamme    | S     | 7 aprile 1992     | Audentese           |
| 19 | Andri Aganits  | C     | 7 settembre 1993  | Stade Poitevin      |
| 20 | Mart Naaber    | C     | 15 dicembre 1992  | Duo                 |

### Germania
| N° | Nome             | Ruolo | Data di nascita  | Squadra         |
| -- | ---------------- | ----- | ---------------- | --------------- |
| -  | Andrea Giani     | All   | 22 aprile 1970   | -               |
| 1  | Christian Fromm  | S     | 15 agosto 1990   | Milano          |
| 3  | Ruben Schott     | S     | 8 luglio 1994    | Charlottenburg  |
| 4  | Adam Kocian      | P     | 1º aprile 1995   | Lüneburg        |
| 5  | Moritz Reichert  | S     | 15 febbraio 1995 | Rüsselsheim     |
| 8  | Marcus Böhme     | C     | 25 agosto 1985   | Cuprum Lubin    |
| 9  | Egor Bogachev    | S     | 6 aprile 1997    | Olympia Berlino |
| 13 | Simon Hirsch     | O     | 3 aprile 1992    | Milano          |
| 14 | Moritz Karlitzek | S     | 12 agosto 1996   | Rottenburg      |
| 15 | Tim Broshog      | C     | 2 dicembre 1987  | Dürener         |
| 16 | Julian Zenger    | L     | 26 agosto 1997   | Olympia Berlino |
| 17 | Jan Zimmermann   | P     | 12 febbraio 1993 | Rüsselsheim     |
| 18 | Georg Escher     | C     | 8 dicembre 1984  | Rüsselsheim     |
| 19 | Daniel Malescha  | O     | 28 aprile 1994   | Friedrichshafen |
| 20 | Anton Brehme     | C     | 8 ottobre 1999   | Olympia Berlino |
| 21 | Tobias Krick     | C     | 22 ottobre 1998  | Rüsselsheim     |

### Grecia
| N° | Nome                    | Ruolo | Data di nascita  | Squadra                  |
| -- | ----------------------- | ----- | ---------------- | ------------------------ |
| -  | Kōnstantinos Arseniadīs | All   | 14 ottobre 1967  | Kīfisia                  |
| 1  | Paraskeuas Tselios      | C     | 26 luglio 1997   | Ethnikos Alexandroupolīs |
| 3  | Dīmītrīs Gkaras         | L     | 12 novembre 1985 | PAOK                     |
| 5  | Athanasios Terzīs       | P     | 17 marzo 1979    | PAOK                     |
| 6  | Kōnstantinos Stivachtīs | P     | 22 maggio 1980   | Olympiakos               |
| 7  | Giōrgos Petreas         | C     | 16 novembre 1986 | Gazélec Ajaccio          |
| 9  | Menelaos Kokkinakīs     | S     | 21 gennaio 1993  | Olympiakos               |
| 10 | Andreas Andreadīs       | C     | 14 gennaio 1982  | PAOK                     |
| 11 | Stauros Kasampalīs      | P     | 1º giugno 1995   | Ethnikos Alexandroupolīs |
| 12 | Nikos Zoupanīs          | C/O   | 18 marzo 1989    | Olympiakos               |
| 13 | Rafaīl Koumentakīs      | S     | 5 maggio 1993    | Cuprum Lubin             |
| 15 | Andreas Fragkos         | S     | 21 dicembre 1989 | Olympiakos               |
| 18 | Anestīs Dalakouras      | S     | 18 giugno 1993   | Aich/Dob                 |
| 19 | Sōtīrīs Sōtīriou        | S     | 20 aprile 1986   | PAOK                     |

### Kazakistan
| N° | Nome                  | Ruolo | Data di nascita   | Squadra         |
| -- | --------------------- | ----- | ----------------- | --------------- |
| -  | Igor Nikolchenko      | All   | -                 | -               |
| 1  | Roman Fartov          | L     | 2 dicembre 1992   | Pavlodar        |
| 2  | Anton Kuznetsov       | C     | 25 giugno 1989    | Altay           |
| 3  | Dmitriy Vovnenko      | C     | 17 aprile 1987    | Pavlodar        |
| 4  | Alexandr Stolnikov    | O     | 17 luglio 1988    | TNK-Qazxrom     |
| 5  | Sergej Kuznecov       | P     | 26 ottobre 1993   | Dïnamo-Qazığurt |
| 6  | Kairat Baibekov       | L     | 28 marzo 1983     | Pavlodar        |
| 7  | Vassiliy Donets       | S     | 10 luglio 1988    | Altay           |
| 8  | Kanat Gabdulin        | P     | 4 marzo 1985      | Altay           |
| 10 | Maxim Michshenko      | S     | 10 settembre 1990 | Altay           |
| 11 | Damir Akimov          | C     | 22 settembre 1991 | Altay           |
| 12 | Nodirkhan Kadirkhanov | C     | 6 settembre 1991  | Almatı          |
| 13 | Vitaliy Erdshtein     | O     | 5 maggio 1992     | Atıraw          |
| 14 | Nariman Suleimenov    | C     | 23 giugno 1982    | Atıraw          |
| 18 | Vitaliy Vorivodin     | O     | 31 luglio 1990    | Altay           |
| 21 | Ivan Minakov          | P     | 12 settembre 1991 | Pavlodar        |

### Messico
| N° | Nome             | Ruolo | Data di nascita   | Squadra              |
| -- | ---------------- | ----- | ----------------- | -------------------- |
| -  | Jorge Azair      | All   | -                 | -                    |
| 1  | Daniel Vargas    | O     | 1º settembre 1986 | Petrolul Ploieşti    |
| 4  | Gonzalo Ruiz     | S     | 28 aprile 1988    | Ferrocarrileros IMSS |
| 5  | Jesús Rangel     | L     | 20 settembre 1980 | Nuevo León           |
| 6  | Jesús Perales    | P     | 22 dicembre 1993  | Nuevo León           |
| 7  | Jorge Quiñones   | S     | 13 novembre 1981  | Virtus Guanajuato    |
| 10 | Pedro Rangel     | P     | 16 settembre 1988 | Nuevo León           |
| 11 | Jorge Barajas    | S     | 7 maggio 1991     | Virtus Guanajuato    |
| 12 | José Martínez    | C     | 23 gennaio 1993   | Virtus Guanajuato    |
| 13 | Samuel Córdova   | C     | 13 marzo 1989     | Baja California      |
| 16 | Miguel Chávez    | C     | 13 maggio 1996    | Sonora               |
| 17 | Néstor Orellana  | O     | 7 gennaio 1992    | Nuevo León           |
| 19 | José Mendoza     | L     | 31 maggio 1993    | Jalisco              |
| 20 | Julián Duarte    | S     | 19 giugno 1994    | Nuevo León           |
| 23 | Alejandro Moreno | S     | 6 settembre 1994  | Nuevo León           |

### Montenegro
| N° | Nome              | Ruolo | Data di nascita  | Squadra                |
| -- | ----------------- | ----- | ---------------- | ---------------------- |
| -  | Veljko Bašić      | All   | 3 ottobre 1959   | -                      |
| 1  | Aleksandar Minić  | O     | 9 novembre 1986  | Jakarta Pertamina      |
| 2  | Simo Dabović      | P     | 9 aprile 1987    | Sazman Omran Sari      |
| 3  | Luka Babić        | C     | 7 luglio 1994    | Chênois                |
| 4  | Gojko Ćuk         | C     | 10 ottobre 1988  | Nice                   |
| 7  | Simo Dabović      | P     | 30 luglio 1994   | Borac                  |
| 8  | Nikola Lakčević   | L     | 14 luglio 1995   | Budvanska rivijera     |
| 9  | Marko Bojić       | S     | 13 novembre 1988 | OK Rush & Cash         |
| 10 | Balša Radunović   | S     | 12 agosto 1992   | Teruel                 |
| 11 | Božidar Ćuk       | S     | 3 giugno 1992    | Stade Poitevin         |
| 12 | Slobodan Bojić    | S     | 11 agosto 1992   | Sfaxien                |
| 13 | Bojan Strugar     | O     | 30 giugno 1995   | Top Volley Latina      |
| 14 | Blažo Milić       | C     | 22 novembre 1987 | Narbonne               |
| 16 | Marko Vukašinović | S     | 30 luglio 1993   | Näfels                 |
| 17 | Ivan Ječmenica    | C     | 17 marzo 1990    | Cambrai                |
| 18 | Simo Dabović      | O     | 13 agosto 1986   | Sazman Omran Sari      |
| 19 | Ljubomir Popović  | L     | 14 novembre 1988 | Jedinstvo Bijelo Polje |

### Qatar
| N° | Nome                   | Ruolo | Data di nascita  | Squadra      |
| -- | ---------------------- | ----- | ---------------- | ------------ |
| -  | Massimiliano Giaccardi | All   | -                | -            |
| 1  | Borislav Georgiev      | P     | 12 maggio 1992   | Police       |
| 4  | Renan Ribeiro          | S     | 30 dicembre 1989 | Al-Arabi     |
| 5  | Samb Tamsir            | O     | 1º marzo 1993    | Police       |
| 7  | Papemaguette Diagne    | C     | 23 febbraio 1997 | Qatar SC     |
| 8  | Bojan Đukić            | C     | 6 giugno 1991    | Al-Jaish     |
| 10 | Marko Stevanović       | L     | 25 luglio 1987   | Al-Jaish     |
| 11 | Nikola Vasić           | S     | 4 giugno 1989    | Al-Wakrah    |
| 14 | Adnan Bjelopoljak      | P     | 21 giugno 1996   | Al-Jaish     |
| 15 | Ilija Ivović           | S     | 12 novembre 1990 | Al-Ahly Doha |
| 16 | Birama Faye            | C     | 19 aprile 1995   | Al-Rayyan    |
| 17 | Belal Abunabot         | C     | 1º gennaio 1991  | Al-Rayyan    |
| 18 | Ahmed Noaman           | O     | 18 aprile 1994   | Al-Shamal    |

### Spagna
| N° | Nome                 | Ruolo | Data di nascita   | Squadra         |
| -- | -------------------- | ----- | ----------------- | --------------- |
| -  | Fernando Muñoz       | All   | 27 luglio 1970    | Ziraat Bankası  |
| 1  | Andrés Villena       | O     | 27 febbraio 1993  | Palma           |
| 2  | Ángel Trinidad       | P     | 27 marzo 1993     | Roeselare       |
| 3  | Sergio Noda          | S     | 23 marzo 1987     | Emma Villas     |
| 5  | Alejandro Vigil      | C     | 11 febbraio 1993  | Maaseik         |
| 6  | Borja Ruiz           | C     | 26 luglio 1992    | Almería         |
| 7  | Jorge Almansa        | S     | 17 aprile 1991    | Steaua Bucarest |
| 9  | Daniel Rocamora      | O     | 27 maggio 1988    | Schönenwerd     |
| 10 | Jorge Fernández      | C     | 4 maggio 1989     | Palma           |
| 11 | Miguel Ángel de Amo  | P     | 16 settembre 1985 | Almería         |
| 13 | Daniel Ruiz          | L     | 28 giugno 1995    | 7 Islas         |
| 14 | Miquel Ángel Fornés  | C     | 6 settembre 1993  | Roeselare       |
| 16 | Víctor Rodríguez     | C     | 21 settembre 1998 | Teruel          |
| 17 | Francisco Ruiz       | S     | 7 giugno 1991     | Palma           |
| 18 | Juan Manuel González | S     | 11 gennaio 1994   | Almería         |

### Taipei cinese
| N° | Nome             | Ruolo | Data di nascita  | Squadra       |
| -- | ---------------- | ----- | ---------------- | ------------- |
| -  | Yu Ching-fang    | All   | -                | -             |
| 1  | Lin Kuo-chun     | P     | 11 aprile 1993   | -             |
| 2  | Liu Hong-jie     | C     | 10 novembre 1993 | Taichung Bank |
| 3  | Li Chia-hsuan    | L     | 6 settembre 1993 | Taichung Bank |
| 5  | Tung Li-yi       | L     | 10 ottobre 1994  | -             |
| 6  | Tai Ju-chien     | P     | 14 novembre 1988 | Taichung Bank |
| 7  | Liu Hung-min     | S     | 10 novembre 1993 | -             |
| 8  | Chang Liang-hao  | C     | 7 luglio 1994    | Taichung Bank |
| 9  | Yen Chen-fu      | C     | 28 ottobre 1997  | -             |
| 10 | Wu Tsung-hsuan   | O     | 9 luglio 1994    | Taichung Bank |
| 11 | Lin Yi-huei      | C     | 19 febbraio 1997 | -             |
| 12 | Hsu Mei-chung    | S     | 16 ottobre 1991  | Taichung Bank |
| 13 | Huang Chien-feng | S     | 31 dicembre 1990 | Taichung Bank |
| 19 | Chen Chien-chen  | S     | 20 novembre 1989 | Taichung Bank |

### Tunisia
| N° | Nome               | Ruolo | Data di nascita   | Squadra            |
| -- | ------------------ | ----- | ----------------- | ------------------ |
| -  | Antonio Giacobbe   | All   | 12 febbraio 1947  | -                  |
| 2  | Ahmed Kadhi        | C     | 19 aprile 1989    | Étoile du Sahel    |
| 5  | Wassim Ben Tara    | S     | 3 agosto 1996     | Chaumont           |
| 6  | Mohamed Miladi     | S     | 12 maggio 1991    | Espérance de Tunis |
| 7  | Ilyès Karamosli    | S     | 22 agosto 1989    | Espérance de Tunis |
| 8  | Nabil Miladi       | C     | 28 febbraio 1988  | Espérance de Tunis |
| 9  | Mehdi Ben Cheikh   | P     | 13 maggio 1979    | Espérance de Tunis |
| 10 | Hamza Nagga        | O     | 29 maggio 1990    | Étoile du Sahel    |
| 11 | Ismaïl Moalla      | S     | 30 gennaio 1990   | Fenerbahçe         |
| 12 | Anouer Taouerghi   | L     | 17 agosto 1983    | Étoile du Sahel    |
| 15 | Hichem Kaâbi       | O     | 13 settembre 1986 | Espérance de Tunis |
| 16 | Khaled Ben Slimene | P     | 14 dicembre 1994  | Espérance de Tunis |
| 17 | Chokri Jouini      | S     | 25 aprile 1989    | Espérance de Tunis |
| 19 | Saddem Hmissi      | L     | 16 febbraio 1991  | Espérance de Tunis |
| 20 | Omar Agrebi        | C     | 26 agosto 1992    | Sfaxien            |

### Venezuela
| N° | Nome              | Ruolo | Data di nascita   | Squadra              |
| -- | ----------------- | ----- | ----------------- | -------------------- |
| -  | Ronald Sarti      | All   | 19 ottobre 1971   | -                    |
| 1  | Régulo Briceño    | S     | 13 febbraio 1989  | Aragua VC            |
| 3  | Fernando González | S     | 30 giugno 1989    | Chubut               |
| 4  | Héctor Mata       | L     | 27 gennaio 1993   | Anzoátegui           |
| 5  | Emerson Rodríguez | S     | 2 febbraio 1993   | Distrito Capital     |
| 7  | Edson Valencia    | C     | 2 dicembre 1987   | Huracanes de Bolívar |
| 9  | José Carrasco     | P     | 20 maggio 1989    | Yaracuy              |
| 11 | José Verdi        | C     | 6 febbraio 1990   | Anzoátegui           |
| 15 | Luís Arias        | O     | 17 gennaio 1989   | Esquimo              |
| 17 | Ronald Fayola     | S     | 20 giugno 1995    | Huracanes de Bolívar |
| 18 | Jonathan Quijada  | C     | 25 settembre 1995 | Aragua VC            |
| 21 | Henry Rojas       | S     | 5 novembre 1992   | -                    |
| 22 | Armando Velásquez | P     | 18 settembre 1988 | Guerreros de Guárico |